# IPark (parque temático)
iPark é um parque temático brasileiro localizado em Maranguape, a cerca de 30 quilômetros de Fortaleza, no Ceará. Inaugurado no ano 2000, o parque se tornou um dos principais destinos de lazer e aventura do estado, oferecendo uma ampla variedade de atividades para todas as idades. O espaço verdejante do iPark tem 173 hectares.

## História
O iPark nasceu com a ideia de criar um espaço onde as pessoas pudessem se divertir em contato com a natureza. Ao longo dos anos, o parque foi crescendo e se tornando um dos principais destinos de lazer do Ceará.

## Atrações
Todas as atrações do iPark são:
- Tirolesa Dupla: simplesmente uma tirolesa para duas pessoas, atingindo uma velocidade de 80 quilômetros por hora.[2]
- High Jump: uma cama elástica com acessórios de segurança.[3]
- Giro Master: conjunto de círculos que tem giros de 360 graus.[4]
- Wakeboard: nessa atração, o visitante deve puxar um cabo para deslizar sobre a água a 70 quilômetros por hora.[5]
- Muro de Escalada: muro de 10 metros de altura que serve para escalar.[6]
- Piscina de Pedra: piscina natural cercada por pedras.
- Aquaball: bola inflável para as crianças caminhar na água dentro dela.
- Slackline: fita elástica para as pessoas se equilibrarem nela.[7]
- Passeio a cavalo: conjunto de cavalos para as pessoas se relaxarem passeando neles.[8]
- Charrete: charrete para as pessoas passearem nele.
- Arvorismo infantil: um circuito com pontes de corda para as crianças atravessarem.[9]
- Passeio de pônei: conjunto de pôneis para as crianças passearem.
- iClubinho: um espaço exclusivo para crianças com diversas atividades.[10]
- Big Tonel: maior tonel de madeira com cachaça do mundo, segundo a Guiness Book em 2002.[11]